# Étienne VI (pape)
Ce pape est parfois appelé Étienne VII. Il existe un problème de numérotation des papes Étienne, expliqué à l'article Étienne (pape éphémère)
Pour les articles homonymes, voir Étienne et Étienne VI.
Étienne VI (mort en août 897) est le 113e pape. Selon la tradition, il est d'origine romaine et fils d'un prêtre nommé Jean. Sacré évêque d'Anagni par le pape Formose, il est élu pape en mai 896.
Le pape Formose, prédécesseur d'Étienne VI, donna la couronne d'Empereur d'occident à Arnulf de Carinthie alors qu'il avait juré son soutien à Lambert de Spolète, chacun représentant une famille et faction. Peu après l'empereur désigné et le pape Formose décédèrent. En janvier 897, le pape Étienne VI ordonne, poussé par les Spolète, l'exhumation du cadavre de Formose, qu'il met en accusation devant un synode d'évêques romains ; le cadavre est habillé du costume pontifical et installé sur le siège papal. Son successeur l'accuse de ne pas avoir été évêque de Rome. C'est ce que l'historiographie a appelé le  « concile cadavérique ». Le corps de Formose est dépouillé de ses décorations, amputé des trois doigts de la main droite, ceux qui servent à bénir, et enfin, jeté dans le Tibre. Il contraint également des clercs ordonnés par Formose à se retirer.
Étienne meurt étranglé au cours d'une émeute populaire, à la suite du concile. Il n'a régné qu'un an et demi.